# Oise-Bernstein
Oise-Bernstein ist ein in der Literatur häufig verwendeter Sammelbegriff für Bernstein aus untereozäner Lagerstätte verschiedener Fundorte in Nordfrankreich.

## Fundgebiet und Geologie
Der Bernstein liegt in einer Sandsteinformation des Untereozän (Sparnacium, ca. 53 Mio. Jahre alt). Die bekannt gewordenen Fundstellen befinden sich weit verstreut vorwiegend nördlich von Paris. Einer dieser Fundorte im Département Oise wurde Ende der 1990er Jahre wissenschaftlich untersucht und aus den dortigen, heute nicht mehr zugänglichen Aufschlüssen ca. 350 kg Bernstein gefördert. Das Material befindet sich im Naturhistorischen Museum von Paris. 

## Botanische Herkunft
Aus der Zusammensetzung der Begleitflora am Hauptfundort des Bernsteins (Houdancourt) wird gefolgert, dass es sich bei dem das Harz liefernden Baum wahrscheinlich um Aulacoxylon sparnacense handelt, einem ausgestorbenen Vertreter der Combretaceae oder Leguminosae. Da Oise-Bernstein das Diterpen Quesnoin enthält, wird auf eine Verwandtschaft des Harzspenders mit dem heute in Südamerika verbreiteten Johannisbrotbaumgewächs (Caesalpinioideae) Hymenaea oblongifolia geschlossen. Auch das Infrarotspektrum des Bernsteins weist Ähnlichkeiten zu Hymenaea auf (hier zu Copal mit dieser Herkunft).

## Organische Einschlüsse
Der meist klare und oft in Form von Stalaktiten auftretende Bernstein wird als fossilreich beschrieben. Aus der oben erwähnten Bernsteinaufsammlung konnten mehr als 20.000 Inklusen gewonnen werden. Die formenreiche fossile Fauna unterscheidet sich allerdings recht deutlich von der des überwiegend etwa jüngeren Baltischen Bernsteins. Dies wird sowohl mit einer schnelleren Evolutionsrate der Insekten zurückgeführt, die mit einer auf das Paläozän/Eozän-Temperaturmaximum folgenden deutlichen und schnellen Klimaveränderung in Verbindung gebracht wird, als auch mit Unterschieden in der Pflanzengesellschaft der Bernsteinwälder, die auf verschiedenartige Habitate deuten. 